# Matković Mala
Matković Mala je naseljeno mjesto u Republici Hrvatskoj u sastavu općine Podcrkavlje u Brodsko-posavskoj županiji.

## Zemljopis
Matković Mala se nalaze na Dilju, sjeverno od Podcrkavlja i od državne ceste Našice - Slavonski Brod, susjedna naselja su Dubovik na jugu, Crni Potok i Oriovčić na istoku te Donji Slatinik na zapadu.

## Stanovništvo
Prema popisu stanovništva iz 2011. godine Matković Mala je imala 26 stanovnika. 
| broj stanovnika | 94    | 109   | 87    | 106   | 148   | 149   | 136   | 154   | 151   | 145   | 128   | 102   | 65    | 36    | 25    | 26    | 15    |
|                 | 1857. | 1869. | 1880. | 1890. | 1900. | 1910. | 1921. | 1931. | 1948. | 1953. | 1961. | 1971. | 1981. | 1991. | 2001. | 2011. | 2021. |